# Rivers United FC
Der Rivers United Football Club ist ein 2016 gegründeter nigerianischer Fußballverein aus Port Harcourt, der aktuell in der ersten Liga, der Nigeria Professional Football League, spielt.
Der Verein entstand aus der Fusion zweier traditionsreicher Klubs aus Port Harcourt, dem Sharks FC und dem Dolphins FC.

## Erfolge
- Nigerianischer Meister: 2021/22
- Nigerianischer Vizemeister: 2024/25

## Stadion
Der Verein trägt seine Heimspiele im Yakubu Gowon Stadium in Port Harcourt aus. Das Stadion hat ein Fassungsvermögen von 30.000 Personen.

## Trainerchronik
Stand: Januar 2022
| Trainer       | Nation  | von         | bis |
| ------------- | ------- | ----------- | --- |
| Stanley Eguma | Nigeria | 1. Mai 2017 |     |